# Andrea (geslacht)
Andrea is een geslacht van rechtvleugeligen uit de familie veldsprinkhanen (Acrididae). De wetenschappelijke naam van dit geslacht is voor het eerst geldig gepubliceerd in 1989 door Mishchenko.

## Soorten
Het geslacht Andrea  is monotypisch en omvat slechts de volgende soort:
- Andrea gorochovi (Mishchenko, 1989)